# Ogcocephalus parvus
Espèce
Ogcocephalus parvus est une espèce de poisson chauve-souris.